# Horacianes (1974)

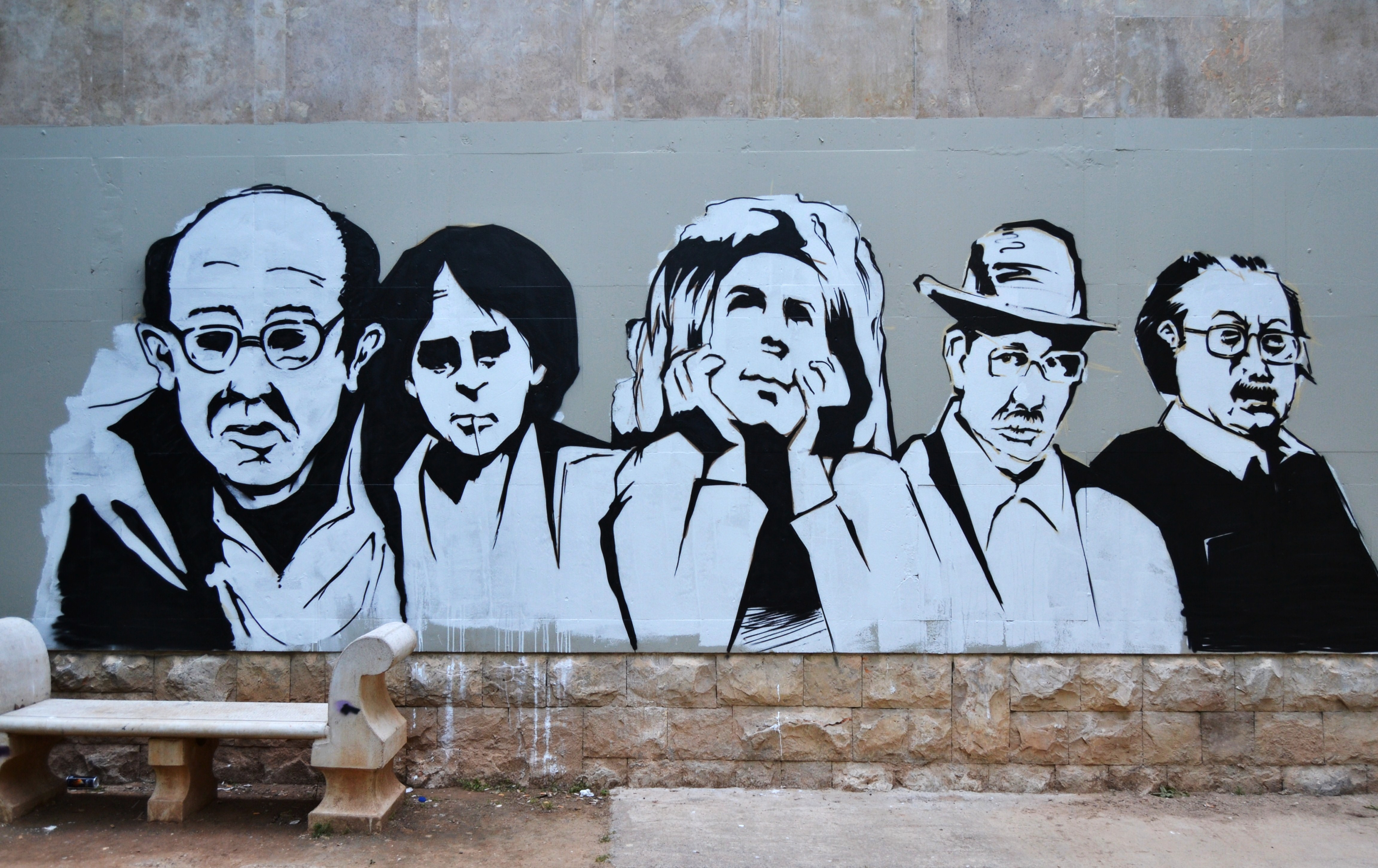
Mural a la facultat de Filosofia de València

Horacianes és un poemari de Vicent Andrés i Estellés, que consta d'una sèrie de vuitanta poemes, escrits entre el 1963 i el 1970, i editat per primera vegada en una versió revisada dins el segon volum de les obres completes de l’autor Les pedres de l’àmfora (1974).
Aquesta obra és una de les més destacades de l’autor, on reprèn la tradició clàssica grecollatina, com ja havia fet en altres ocasions amb les Bucòliques de Virgili o les figures de Gai Valeri Catul i Ovidi. El cicle de poemes que conté s'assembla a un dietari poètic, tant per la seva estructura fragmentada com per la seva capacitat d’evocar l’entorn més proper amb una precisió plena de detalls significatius. Es tracta d’un llibre impregnat de calidesa i d’una sinceritat humana profunda, expressades mitjançant un lèxic senzill i una forma que, tot i aparentment relaxada, amaga una gran destresa artística.

## Contingut de l'obra
Aquest estudi se centra en  Horacianes (1906) de Miquel Costa i Llobera. És un dels poemaris més destacats de Vicent Andrés Estellés, i analitza com aquest es converteix en un exercici de reescriptura de les Sàtires, Odes i Èpodes del poeta llatí Horaci. Tanmateix, en aquest context, la intertextualitat i el joc d’identificacions adquireixen un component crític, ja que permeten a Estellés esquivar la censura del moment i abordar, des de la quotidianitat, temes com el sexe i l’erotisme, així com les penúries de la guerra i qüestions relacionades amb la corrupció política..

## Crítica i recepció
En aquest poemari, Estellés juga a l’ambigüitat de la identitat com a mecanisme d'engany a la censura. L'actitud política de l'autor es manifesta de manera encoberta a través de la seua estètica i aquesta és una estratègia que usa Estellés per esquivar la censura.
D'altra banda, Ferran Ferrando en la seua tesi doctoral troba en aquest poemari una gran contradicció il·lustrada per les tesis de Pierre Bourdieu pel que fa al gust: tot i que Estellés s'enarbora com a poeta del poble, de les classes populars, el fet de pertànyer a l'elit cultural l'allunya del gust popular perquè el seu plaer estètic és nascut de la llibertat i del luxe. La incoherència moral que suposa per al jo líric Horaci-Estellés la impossibilitat de vehicular la veu del poble es percep en molts dels poemes, com és el cas dels textos I, XXI i LXXV.